# Johann Christoph Altnickol
Johann Christoph Altnickol (Berna, 1718-Naumburgo, 1759) fue un músico y organista alemán.
Desde el año 1744 fue alumno de Johann Sebastian Bach en Leipzig y cuidadoso copista de sus obras. En 1748 fue nombrado organista de la ciudad de Naumburgo, donde mantuvo el cargo hasta su muerte.
En 1749 se casó con la hija de Bach Elisabeth Juliane Friederica (1726-1781), llamada familiarmente Liesgen. Se mudó a la casa de su suegro con quien convivió en sus últimos meses, hasta su fallecimiento en julio de 1750. Allí coincidió con el último alumno de Johann Sebastian, Johann Gottfried Müthel, a quien dio clases tras la muerte de su suegro. También se hizo cargo de Gottfried Heinrich Bach, hijo de su suegro, que era débil mental.
Fue padre de tres hijos: Johan Sebastian (1749-1750), Auguste Magdalena (1751-1809) y Juliane Wihelmine (1754-¿?), quienes perpetuaron la descendencia Bach hasta bien entrado el siglo XIX.
- Datos: Q67366
- Multimedia: Johann Christoph Altnikol / Q67366